# Carinodulini
Carinodulini – plemię chrząszczy z rodziny biedronkowatych i podrodziny Microweiseinae. Obejmuje 6 opisanych gatunków, zgrupowanych w czterech rodzajach.

## Morfologia
Chrząszcze o ciele długości od 0,9 do 1,4 mm, podługowato-owalnym, z wierzchu przypłaszczonym, ubarwionym w odcieniach żółci lub brązu. Głowa ma czułki umieszczone przed oczami, zbudowane z dziesięciu lub jedenastu członów, z których dwa ostatnie formują buławkę. Oczy są zredukowane, zbudowane z grubych omatidiów. Wzdłuż wewnętrznych krawędzi oczu biegną głębokie, ku przodowi przedłużone bruzdy supraorbitalne. Frontoklipeus jest dobrze wykształcony i wokół panewek czułkowych wykrojony. Panewki czułkowe są widoczne od góry, umieszczone stosunkowo blisko siebie. Bruzdy podczułkowe są krótkie lub całkiem nieobecne. Żuwaczki mają dwuzębne wierzchołki i kątowo zakrzywione części molarne. Głaszczki szczękowe mają nożowaty człon ostatni. Podpoliczki mają ujścia gruczołów podpoliczkowych. Przedplecze zaopatrzone jest w żeberka sublateralne, wyraźnie oddalone od bocznych krawędzi. Płaskie przedpiersie jest w części przedbiodrowej wydłużone, a w części międzybiodrowej rozwinięte w formie wyrostka. Śródpiersie jest płaskie i długie. Na zapiersiu występują głębokie, V-kształtne linie udowe. Skrzydła tylnej pary są całkowicie zanikłe, jednak zapiersie nie jest skrócone. Odwłok ma linie udowe na pierwszym z widocznych sternitów (wentrycie) V-kształne lub spłycone i zbliżone do bioder.

## Rozprzestrzenienie
Przedstawiciele plemienia znani są z południowej Ameryki Północnej (od Kalifornii po południowy Meksyk), środkowej i południowej części Afryki, południowych Indii oraz Tajlandii. Zasięgi poszczególnych gatunków mają charakter reliktowy. Ograniczone są do regionów górskich.

## Taksonomia
Do plemienia tego należy 6 opisanych gatunków, zgrupowanych w czterech rodzajach:
- Carinodula Gordon, Pakaluk & Ślipiński, 1989
  - Carinodula campbelli Gordon, Pakaluk & Ślipiński, 1989
  - Carinodula chiapanensis Bares & Ivie, 2015
- Carinodulina Ślipiński & Jadwiszczak, 1995
  - Carinodulina burakowskii Ślipiński & Jadwiszczak, 1995
  - Carinodulina ruwenzorii Escalona & Ślipiński, 2012
- Carinodulinka Ślipinski & Tomaszewska, 2002
  - Carinodulinka baja Ślipinski & Tomaszewska, 2002
- Ruthmuelleria Jałoszyński & Ślipiński, 2014
  - Ruthmuelleria grootdrifensis Jałoszyński & Ślipiński, 2014

Plemię to wprowadzone zostało w 1989 roku przez Roberta Gordona, Jamesa Pakaluka i Stanisława Adama Ślipińskiego. Autorzy ci wskazali na jego bliskie pokrewieństwo z Sukunahikonini, Microweiseini i Serangiini. W systematyce biedronkowatych z 2003 roku Christiana Duvergera podrodzina obejmująca te cztery plemiona nazwana została Scotoscymninae, a w późniejszych systemach Microweiseinae.  W 2012 roku Hermes Escalona i Adam Ślipiński na podstawie wyników analiz filogenetycznych przeprowadzili rewizję Microweiseinae, m.in. synonimizując Sikunahikonini z Microweiseini. Według wyników tychże analiz Microweiseini stanowią grupę siostrzaną względem Serangiini, a Carinodulini zajmują pozycję bazalną w obrębie podrodziny. W 2020 roku czwarte plemię Microweiseinae, Madeirodulini, wprowadzone zostało przez Karola Szawaryna, Jaroslava Větrovca i Wiolettę Tomaszewską. Z przeprowadzonej przez tychże autorów analizy filogenetycznej wynika, że Serangiini stanowią grupę siostrzaną dla Microweiseini, tworząc z nimi klad siostrzany dla kladu obejmującego Carinodulini i Madeirodulini.